# ديفيد إل. سوكول
ديفيد إل. سوكول (بالإنجليزية: David L. Sokol)‏ هو شخصية أعمال أمريكي، ولد في 1946 في أوماها في الولايات المتحدة.

## وصلات خارجية
- ديفيد إل. سوكول على موقع إن إن دي بي (الإنجليزية)